# Марджорі Уордроп

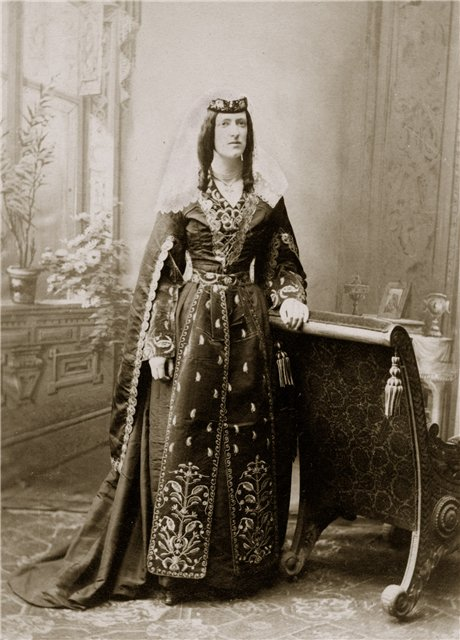
Марджорі Уордроп в грузинському національному костюмі

Марджорі Скотт Уордроп або Вордроп (англ. Marjory Scott Wardrop; 11 листопада 1869 – 7 грудня 1909) — англійська дослідниця та перекладач грузинської літератури, була сестрою британського дипломата і дослідника Грузії сера Олівера Вордропа.
Вільно володіючи сімома іноземними мовами, вона також вивчила грузинську і подорожувала до Грузії (тодішня частина Російської імперії) у 1894-5 і 1896 роках. Марджорі Уордроп переклала та опублікувала "Грузинські народні казки" (Лондон, 1894), "Відлюдника" Іллі Чавчавадзе (Лондон, 1895), "Життя святої Ніно" (Оксфорд, 1900) тощо. Вона також зробила перший англійський прозовий переклад середньовічної грузинської епічної поеми Шота Руставелі "Витязь у тигровій шкурі" (опублікований Олівером Волдропом в Лондоні, 1912). 
Після її смерті сер Олівер створив Фонд Марджорі Вордроп в Оксфордському університеті "для заохочення вивчення мови, літератури та історії Грузії в Закавказзі".
Статуя Марджорі та Олівера роботи Джамбера Джикіа була відкрита 18 жовтня 2015 року, під час фестивалю "Тбілісоба", на площі Олівера Вордропа в Тбілісі, яка також була відкрита під час фестивалю "Тбілісоба", в 2014 році. Їхні імена також носить кімната в Національній бібліотеці міста.